# Francesco Mantica (1727-1802)
Pour les articles homonymes, voir Francesco Mantica et Mantica.
Francesco Mantica (né le 14 septembre 1727 à Rome, alors capitale des États pontificaux et mort le 13 avril 1802 dans la même ville) est un cardinal italien du début du XIXe siècle.

## Biographie
Francesco Mantica exerce diverses fonctions au sein de la Curie romaine, notamment au sein de la Chambre apostolique et comme préfet de la Congrégation pour les chemins et les eaux. 
Le pape Pie VII le crée cardinal lors du consistoire du 23 février 1801.  

### Source
- Fiche du cardinal Francesco Mantica sur le site de la Florida International University